# Onthophagus arunensis
Onthophagus arunensis là một loài bọ cánh cứng trong họ Bọ hung (Scarabaeidae).